# الجدل حول ختان الإناث في كينيا

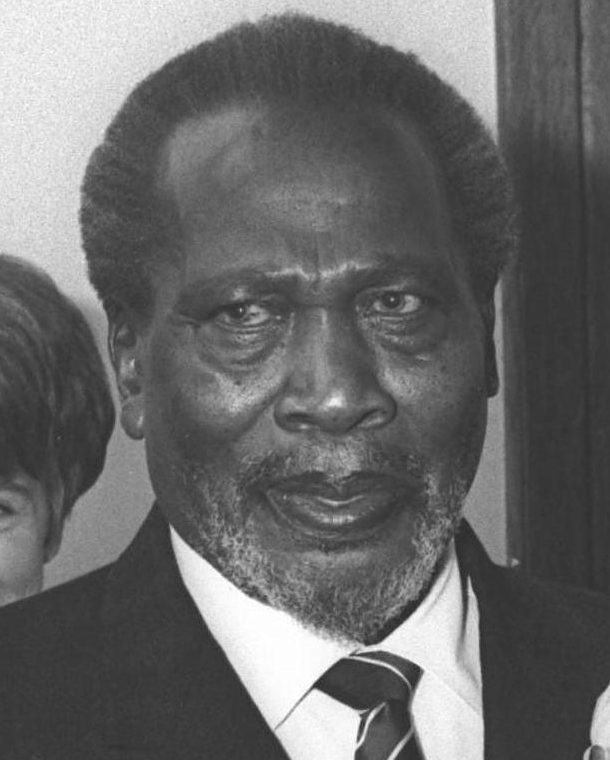

قام البريطانيون بإثارة حملة لوقف ممارسة ختان الإناث في كينيا في 1929–32. قوبلت جهودهم مع المقاومة من قبل شعب الكيكويو، أكبر قبيلة في كينيا. المؤرخ الأمريكي لين م توماس يكتب أن القضية أصبحت نقطة محورية في حركة الاستقلال ضد الاستعمار البريطاني، واختبار الولاء، إما إلى الكنائس المسيحية أو إلى الجمعية المركزية الكيكويو، ورابطة شعب الكيكويو.
الكيكويو كانوا قد عدوا ختان الإناث باعتباره شعيرة هامة أو جسرا بين الطفولة والبلوغ. كانت النساء غير المختونات تعد منبوذات، وكانت فكرة التخلي عن هذه الممارسة لا يمكن تصوره. جومو كينياتا, الذي أصبح أول رئيس وزراء كينيا في عام 1963، وكتب في عام 1930:
وكان على رأس الحملة ضد ختان الإناث من قبل كنيسة اسكتلندا. في مارس 1928، وتواصلت القضية وبلغت ذروته عندما أعلنت جمعية الكيكويو المركزية أنها سيخوض انتخابات مجلس أساسية، مع الدفاع عن ثقافة الكيكويو، بما في ذلك ختان الإناث، كقاعدة رئيسية. وفي الشهر التالي أعلنت الكنيسة في Tumutumu أن جميع الأعضاء عمد يجب أن يؤكوا إعلانهم الولاء من قبل حلف اليمين معارضتهم لختان الإناث. وجاءت عدة بعثات كنيسة أخرى وحذت حذوها. روبرت سترير، وجوسلين موراي كتبوا أن الساحة كانت تمهد الطريق لصراع كبير، مع أي من الجانبين ليسوا على استعداد لتقديم تنازلات.

## قراءات إضافية
- Murray, Jocelyn. "The Church Missionary Society and the 'Female Circumcision' Issue in Kenya, 1929–1932", Journal of Religion in Africa, vol 3, fasc 2, 1976.